# Nicolaas Hartsoeker
Nicolaas Hartsoeker, född 26 mars 1656 i Gouda, Nederländerna, död 10 december 1725 i Utrecht, var en nederländsk matematiker och fysiker. Han sysselsatte sig tidigt med konstruktionen av mikroskop, vilka framgångsrikt tävlade med de av den berömde Antonie van Leeuwenhoek tillverkade. Åren 1684-96 var han bosatt i Paris, kallades 1704 till professor i matematik och filosofi i Heidelberg och innehade denna befattning till 1716, då han flyttade till Utrecht.

## Biografi

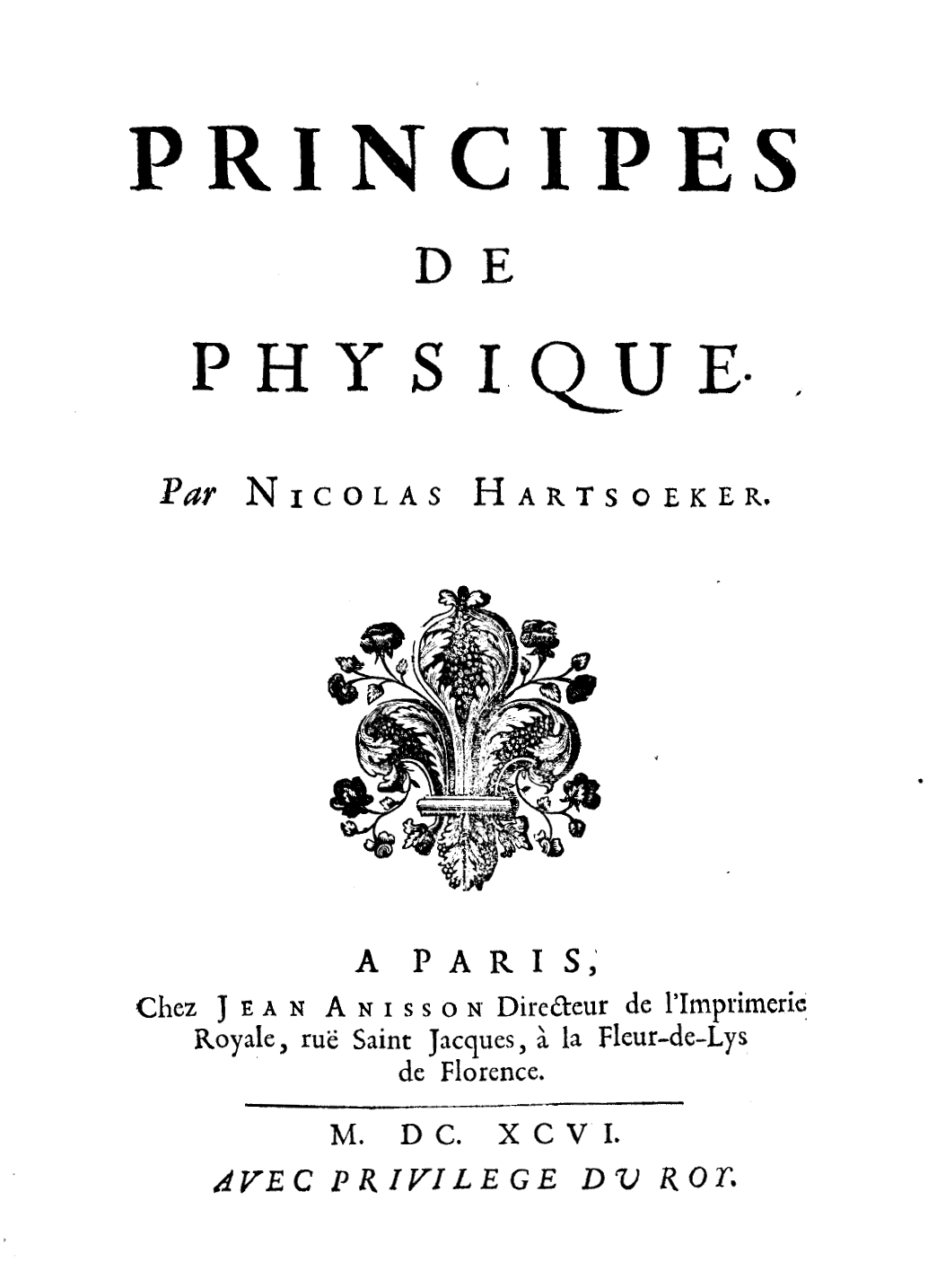
Principes de physique, 1696

Hartsoeker var son till Anna van der Meij och Christiaan Hartsoeker (1626–1683), en remonstrantpredikant i Moordrecht nära Gouda. Hans far tog familjen till Alkmaar 1661 och slutligen till Rotterdam 1669. Nicolaas började försörja sig som linstillverkare i Rotterdam, och instruerades i optik av Antonie van Leeuwenhoek. År 1674 var han och en medstudent, assisterade av Van Leeuwenhoek, de första att observera sperma, en situation som senare skulle leda till en prioriterad tvist mellan Hartsoeker och Leeuwenhoek över upptäckten av spermatozoider.
År 1677 träffade Hartsoeker Christiaan Huygens och invigde honom i tillverkningen av linser. I juni 1678 följde han, i rollen som assistent, Huygens på en resa till Paris, där de gjorde ett starkt intryck med sina mikroskop. Huygens missade emellertid att nämna Hartsoeker ens en enda gång i en följande publikation i Frankrike, vilket ledde till en nedgång i relationen mellan de två.
Hartsoeker återvände till Rotterdam, där hans föräldrar fortfarande bodde och där han gifte sig med Elisabeth Vettekeucken i oktober 1680. Hans verksamhet som instrumentmakare och vinhandlare misslyckades och efter sin fars död i augusti 1683 flyttade han sin familj 1684 till Paris, där han framställde instrument för Paris observatorium och akademin. Han kom också upp med knepet med att använda mycket stora luftteleskop, vilket ursprungligen populariserats av Huygens. Han stannade i Paris till 1698.

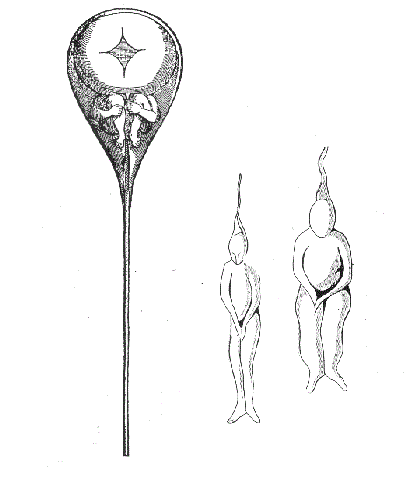
Illustration av homunculi i sperma tecknad av Hartsoeker, 1695.

Det sägs ofta att Hartsoeker 1694, då han observerade mänskliga spermier genom ett mikroskop, trodde att han såg små män inuti spermierna, som han kallade homunculi eller animalcules. Men han förutsatte deras existens endast som en del av sin preformationsteori om befruktning och hävdade aldrig att han hade sett dem. "Essay on dioptrics" (1694), där denna hypotes visas, var en högt uppskattad bok, som faktiskt tacklade flera missuppfattningar för den tiden. Till exempel förnekar Hartsoeker den samtida tanken (t.ex. av Robert Hooke) att med refraktorteleskop skulle man snart kunna se konstgjorda varelser på månen, om det verkligen fanns några.
I slutet av seklet hade Hartsoeker blivit ganska känd. År 1699 valdes han till ledamot av franska vetenskapsakademin och 1704 av den preussiska vetenskapsakademin, i båda fallen som en av de första utländska medlemmarna. Tsar Peter träffade honom i Amsterdam och erbjöd honom professuren i matematik i St Petersburg. Hartsoeker accepterade inte, men tsaren finansierade ett observatorium åt honom i Amsterdam. Senare, 1704, accepterade Hartsoeker erbjudandet från Johann Wilhelm, kurfursten Palatine att bli "första matematiker och hedersprofessor i filosofi" vid Universitetet i Heidelberg. De sista åren av sitt liv tillbringade han i Utrecht.